# Mauricio Moreira
Mauricio José Moreira Guarino (Salto, 18 juli 1995) is een Uruguayaans wielrenner. Zijn oudere broer Agustín is ook wielrenner, evenals hun vader Federico dat was. Moreira rijdt sinds 2025 bij Efapel Cycling.

## Carrière
Als junior werd Moreira tweemaal nationaal kampioen: in de tijdrit in 2012 en op de weg in 2013. Vervolgens werd hij zowel in 2015 als in 2017 nationaal kampioen tijdrijden bij de beloften.
In 2018 werd Moreira prof bij Caja Rural-Seguros RGA, nadat hij in de voorgaande jaren meerdere overwinningen had geboekt in het Spaanse amateurcircuit.
In 2019 behaalde Moreira zijn eerste professionele overwinning door de eerste etappe van de Boucles de la Mayenne op zijn naam te schrijven. In het eindklassement eindigde hij uiteindelijk als tweede, op acht seconden van winnaar Thibault Ferasse.
In 2022 wist hij de Ronde van Portugal op zijn naam te schrijven. Voorafgaand aan de 10e etappe had hij zeven seconden achterstand op de leider van het klassement, Frederico Figueiredo. In deze tiende en laatste etappe was Moreira bijna twee minuten sneller dan Figueiredo in de tijdrit, hij won de rit en het eindklassement.

## Overwinningen
2012
 Uruguayaans kampioen tijdrijden, Junioren
2013
 Uruguayaans kampioen op de weg, Junioren
2015
 Uruguayaans kampioen tijdrijden, Beloften
2017
 Uruguayaans kampioen tijdrijden, Beloften
2019
1e etappe Boucles de la Mayenne
2021
5e etappe Ronde van Alentejo
Eindklassement Ronde van Alentejo
9e etappe Ronde van Portugal
2022
3e en 10e etappe Ronde van Portugal
Eindklassement Ronde van Portugal
2023
Eindklassement Trofeo Joaquim Agostinho

## Ploegen
- 2018 –  Caja Rural-Seguros RGA
- 2019 –  Caja Rural-Seguros RGA
- 2021 –  Efapel
- 2022 –  Glassdrive Q8 Anicolor
- 2023 –  Glassdrive Q8 Anicolor
- 2024 –  Sabgal/Anicolor
- 2025 –  Efapel Cycling

Amezqueta · Aranburu · Benito · Celano · Cuadros · Ferrari · Irisarri · Lastra · Mas · Molina · Moreira · Oien · Pardilla · Reis · Rodríguez · Schultz · Serrano · Silva · Soto · Yssaad · Zabala
Aberasturi · Amezqueta · Aranburu · Banaszek · Cañellas · Cepeda · Tsjernetski · Cuadros · Gonçalves · González · Irisarri · Lastra · Malucelli · Molina · Mora · Moreira · Nicolau · Pardilla · Rodríguez · Serrano · Soto · Lazkano (stagiair) · Martín (stagiair) · Pascual (stagiair)